# Silent Hill f
Silent Hill f (транскрипция: «Сайлент Хилл ф», дословно с англ. — «Тихий холм ф») — компьютерная игра в жанре психологического survival horror, разрабатываемая гонконгской студией Neobards Entertainment по лицензии японской компании Konami. Является частью одноимённой серии. Дата выхода запланирована на 25 сентября 2025 года.
Действие Silent Hill f будет происходить не в американском городе Сайлент Хилл, а в Японии в населённом пункте Эбисугаока 1960-х годов. Главной героиней является школьница Хинако Симидзу. Сюжет написан сценаристом, иллюстратором и писателем под псевдонимом «Рюкиси07», продюсером проекта выступил Мотои Окамото, работавший в Nintendo над такими играми, как Luigi's Mansion и Pikmin 1+2, за дизайн персонажей и монстров ответственен художник под псевдонимом «kera», среди композиторов участвует Акира Ямаока. Авторы использовали японский подход к жанру ужаса, где прекрасное существует вместе с тревожным.

## Сюжет
Хинако, проживающая в городе Эбисугаока, ненавидит своего жестокого отца и обижается на послушную мать, которая позволяет делать с ними всё, что он захочет. Девушка отвергает гендерную роль и больше ведёт себя по-мужски, к огорчению родителей и некоторых друзей. Она невысокого мнения о себе, написав в дневнике: «Во мне нет ничего особенного». Хинако обожает старшую сестру, доверяя и считая защитницей. Со временем та вышла замуж и уехала, оставив родственницу в доме, который ей ненавистен. Хинако с детства дружит с Сю, а также с бойкой Сакуко из семьи жрецов храма и застенчивой Ринко. Вскоре их дом внезапно окутывают зловещий туман и багровые наросты, похожие на вены. Город превращается в кошмарное, но незабываемо «красивое» место. На улицах появляются монстры, жители исчезают, друзья разлучаются. Теперь героине предстоит выяснить, что произошло и какое отношение к этому имеют её биография и образ жизни населения Эбисугаоки.

## Разработка
Игра была анонсирована 19 октября 2022 года на презентации Silent Hill Transmission. Разработкой занимается гонконгская студия Neobards Entertainment, основанная разработчиками-выходцами из Konami и Capcom, ранее создавшими условно-бесплатный многопользовательский онлайн-шутер Resident Evil Re:Verse. Создатели планируют сделать мир хоррора «прекрасным, но ужасающим». В создании игры также принимают участие иллюстратор и писатель «Рюкиси07» в качестве сценариста, прежде всего, он известен как создатель франшизы «Когда плачут цикады», продюсером проекта выступает Мотои Окамото, работавший в Nintendo над такими играми, как Luigi's Mansion и Pikmin 1+2, а за дизайн персонажей и монстров отвечает kera. В Японии игра получила возрастной рейтинг Z — от 18 лет и старше, поскольку «содержит изображения гендерной дискриминации, жестокого обращения с детьми, издевательств, галлюцинаций, вызванных наркотиками, пыток и откровенного насилия». PEGI также выставила 18. ESRB присудила M — с 17 лет. В описании упоминались только сражения с помощью топоров, ломов, ножей и копий. Огнестрельное оружие отсутствует. В Австралии игра была разрешена с рейтингом  MA15+, что намекало на возможную цензуру. 
Продюсер Мотои Окамото заявил, что намерен сосредоточиться на национальной идентичности вместо западного влияния, чтобы вернуть серии утраченную связь с японскими ужасами. К разработке был привлечён известный композитор Акира Ямаока. Рюкиси07 считает Silent Hill f своим главным трудом, если не покачеству, то по вложенным силам: «… совсем не против, если бы она оказалась последним, что я написал». Художник kera заметил, что в японском сеттинге стояла задача придумать что-то новое, передававшее другие ощущения. Дизайн монстров оказался самым сложным. Пришлось учесть всё, что появлялось в прошлых частях, и пойти в ином направлении, сохраняя суть Silent Hill. Но в этот раз нет привычного окровавленного и заржавевшего окружения. Актриса Конацу Като, озвучившая и ставшая моделью Хинако Симидзу, призналась, что провела «очень много времени в мире Silent Hill» и чувствовала, как сходит с ума. В конце апреля 2025 года Konami предупредила игроков, что аккаунт, приглашавший на закрытое бета-тестирование Silent Hill f с ссылкой на сайт, где запрашивается личная информация, является фейковым и никак не связан с издателем.
Рюкиси07 на Anime Expo 2025 сказал, что сначала игрокам будет сложно отличить сверхъестественное от психологического хоррора, поскольку часто это будет восприниматься как одно целое. По мере развития повествования можно лучше понять происходящее, когда игра станет «похожа на заправку для салата», где масло и другие ингредиенты, такие как уксус, со временем разделяются, даже если изначально были смешаны. Кроме раскрытия фактов и подсказок о городе Эбисугаока, в ходе прохождения найдётся многое для интерпретаций и размышлений, что любят делать фанаты франшизы. Silent Hill f — не только история ужаса и мучений, а исследование аспектов человечности, включая любовь, печаль и прочее. Игра не является продолжением какой-либо части серии и предлагает самостоятельный сюжет. Рассматривалась возможность сделать местом действия префектуру Сидзуока, название которой буквально переводится как «Тихий холм». Туда приезжали разработчики, но они сразу поняли, что в сеттинге мешало присутствие Фудзиямы, доминирующей над ландшафтом и не вписывающейся в атмосферу тумана. Эбисугаока основан на Канаяме, расположенной в префектуре Гифу. Креативный директор Neobards Entertainment Эл Янг сообщил, что студия в основном вдохновлялась дизайном первых двух частей Silent Hill, а система ближнего боя создавалась с учётом изучения Silent Hill 4: The Room и его экшена.
В превью, опубликованном 1 августа 2025 года, упоминается, что Эбисугаока в прошлом был процветавшим шахтёрским городом, а потом превратился в почти забытую деревню, жители которой погрязли в старых привычках, предпочитая традиционные методы лечения современной медицине и фанатично поклоняясь синтоистскому божеству Инари. IGN пишет, что прогулка по пустым улицам и поход в местный кондитерский магазин, чтобы встретиться со школьными друзьями Хинако, ощущаются как прохождение авторского симулятора ходьбы, напоминающего такие выпуски, как Everybody’s Gone to the Rapture и The Vanishing of Ethan Carter. Но это также идеально подходит для игры в жанре ужасов, поскольку легко заблудиться в лабиринте, а враги могут прятаться за углами. В некоторых случаях предстоит решать головоломки разного уровня сложности, которые часто раскрывают подробности о главной героине и её мире. На туманном рисовом поле необходимо найти путь, для чего придётся осмотреть пугала, что связано с детской травмой девушки, когда она потерялась и испытывала страх. В Silent Hill f предусмотрен только ближний бой. Хинако может носить при себе 3 оружия, от железных труб до кухонных ножей и бейсбольных бит, но огнестрельное недоступно. Со временем прочность ухудшается, о чём напоминает внешний вид предмета, починить возможно с ремкомплектом, однако встречается он редко. Ресурсы обмениваются на внутриигровую валюту в точках сохранения, используемых для улучшения характеристик или получения новых амулетов. Количество переносимых вещей ограничено и побуждает торговать ими, в отличие от ремейка Silent Hill 2, где были большие запасы неиспользованных материалов. Также иначе реализована система уклонений и контратак, рассчитанных по времени, наносящих большой урон и играющих ключевую роль в сражении. Вероятно, тем, кто не проходил Sekiro: Shadows Die Twice, будет трудно среагировать, поэтому есть режим фокусировки, привязанный к шкале ментальной энергии, отдельно от выносливости и здоровья. При столкновении с несколькими противниками бегство часто представляется лучшим вариантом, особенно учитывая, что враги не дают очки опыта и ресурсы. Ещё одна известная составляющая серии — альтернативный мир, представляющий собой традиционную Японию, где таинственный человек в маске ведёт Хинако по святилищам и где используется особенная нагината без повреждений, которую нельзя перенести в реальность. Главный босс оказывается гораздо сложнее, чем ожидается. Хотя продюсер Окамото не упоминал soulslike, он говорил, что боевая система вдохновлена популярностью современных более сложных экшен-игр. Silent Hill f прежде всего ориентирована на сюжет, уникальным в повествовании является блокнот Хинако, важный для более глубокого понимания локаций, персонажей и событий. Школа напоминает помещения из Silent Hill 2, на карте героиня делает заметки, как и Джеймс Сандерленд. Среднее время прохождения составит около 12—13 часов. Есть 5 концовок, включая знаменитую с НЛО. При первом прохождении игроки увидят один конкретный финал. Рюкиси07 подчеркнул, что создатели хотели, чтобы люди пережили тщательно продуманную историю, а затем взглянули на неё по-новому. Каждое завершение зависит от действий и решений пользователей, поэтому «не будет чёткого определения хороших и плохих концов».
Окамото подтвердил, что с самого начала было принято решение добавить больше экшена, чем в ремейке Silent Hill 2, чтобы привлечь новых игроков, особенно молодых. Буква f в названии выбрана с учётом множества значений, подробности не разглашаются. По словам продюсера, можно считать, что несколько слов пропущены. Сценарист полагает, что J-Horror означает дискомфорт от незнания нынешней ситуации, а также неспособность принять сложные обстоятельства. 1960-е годы выбраны как идеальный период, в игре присутствуют отсылки к событиям, происходившим тогда в Японии. Исследуемая автором эпоха сочетает мистику и реализм, между далёким прошлым, которое склоняется к фэнтези, и настоящим. Сюжетный трейлер был показан 19 августа 2025 года на на церемонии открытия выставки Gamescom.

## Реакция
Бывший редактор сайта DTF Олег Чимде назвал Silent Hill f самым странным, но и с тем самым интересным, что показали Konami на трансляции Silent Hill Transmission. Он отметил визуальную схожесть продемонстрированного в трейлере окружения с таковой из игр серии Fatal Frame, которые также являются хоррорами, чьё действие также происходит в Японии. Он посчитал, что среди всех анонсированных игр на трансляции именно Silent Hill f больше похожа на «эксперимент» и то, что место действия перенесённое в Японию никак не противоречит канонам франшизы. На взгляд Чимде проект не выглядит как типичная игра серии, что посчитал большим плюсом — по мнению журналиста, это может привнести во франшизу новые и свежие идеи. Однако Олег выразил опасение, что разработкой игры занимаются Neobards, охарактеризовав их как «классических ремесленников» — людей, которые ранее занимались больше техническими проектами, вроде онлайн-режимов чужих игр или их портов на другие системы.

## Выпуск
Релиз игры для Windows, PlayStation 5 и Xbox Series X/S состоится 25 сентября 2025 года.